# Alberto Cardone
Alberto Cardone (parfois crédité Albert Cardiff), né à Gênes le 16 septembre 1920 et mort à Rome le 20 octobre 1977, est un réalisateur, scénariste et monteur italien, actif dans les années 1960 et 1970.

## Biographie
Alberto Cardone est surtout connu pour avoir tourné des films de genre western spaghetti au cours des années 1960. Il a notamment mis en scène Gringo joue sur le rouge et Les Colts de la violence (1966). Dans nombre de ses films, il a travaillé avec l'acteur Antonio Luiz de Teffé dit Anthony Steffen.

## Filmographie partielle

### Réalisateur
- 1962 : Le Tyran de Syracuse (Il tiranno di Siracusa), coréalisé avec Curtis Bernhardt[2]
- 1965 : Les Aigles noirs de Santa Fé (Die schwarzen Adler von Santa Fe), coréalisé avec Ernst Hofbauer[3]
- 1965 : Espionnage à Bangkok pour U-92 (Der Fluch des schwarzen Rubin), coréalisé avec Manfred R. Köhler[4],[5]
- 1966 : Gringo joue sur le rouge (7 dollari sul rosso)
- 1966 : Le Carnaval des barbouzes (Gern hab' ich die Frauen gekillt)
- 1966 : Les Colts de la violence (1000 dollari sul nero)
- 1967 : Vingt Mille Dollars sur le sept (Ventimila dollari sul sette)
- 1968 : Les Sept Enragés du Texas (L’ira di Dio)
- 1968 : Massacre pour un shérif (Il lungo giorno del massacro)
- 1969 : Vingt Mille Dollars tachés de sang (Kidnapping! Paga o uccidiamo tuo figlio)
- 1971 : Io... donna
- 1973 : La Partouze (it) (Bruna, formosa, cerca superdotato per tango a Milano)

### Assistant-réalisateur
- 1953 : Le Retour de don Camillo (Il ritorno di don Camillo) de Julien Duvivier
- 1953 : Femmes damnées (Donne proibite) de Giuseppe Amato
- 1960 : Et mourir de plaisir de Roger Vadim
- 1964 : Les Chercheurs d'or de l'Arkansas (Die Goldsucher von Arkansas) de Paul Martin
- 1965 : Serenade für zwei Spione (de) de Michael Pfleghar

### Scénariste
- 1971 : La lunga spiaggia fredda, d'Ernesto Gastaldi
- 1972 : Requiem pour un tueur (Mi chiamavano 'Requiescat'... ma avevano sbagliato), de Mario Bianchi